# 秋田県道401号雄和仁別自転車道線
秋田県道401号雄和仁別自転車道線（あきたけんどう401ごう ゆうわにべつじてんしゃどうせん）は、秋田県秋田市を通る自転車道である。通称は仁別サイクリングロードなど。

## 概要
手形地区より北は仁別森林鉄道の廃線跡を利用しているが、主要道との重複区間などを除いて自然災害などで整備が行き届いていない。

### 路線データ
- 総延長 : 35.401 km[2]
- 実延長 : 26.721 km[2]
- 起点 : 秋田県秋田市雄和黒瀬（秋田県道402号秋田河辺雄和自転車道線交点）[3]
- 終点 : 秋田県秋田市仁別字務沢国有林22林班は小班（務沢駅跡、仁別森林博物館付近）[3]

## 歴史
- 1968年（昭和43年）9月 - 仁別森林鉄道が全線撤去される。
- 1974年（昭和49年）5月30日 - 秋田県道に認定される[3]。
- 1978年（昭和53年）10月 - 自転車道として再整備され竣工。

## 路線状況

### 重複区間
重複区間延長 8.680 km
- 秋田県道56号秋田天王線（秋田大橋北交差点 - 山王十字路）[4]
- 秋田県道26号秋田停車場線（山王十字路 - 広小路西交差点）
- 秋田県道28号秋田岩見船岡線（二丁目橋交差点 - 広小路西交差点、千秋城下町交差点 - 手形山崎町交差点）
- 秋田県道233号土崎港秋田線（広小路西交差点 - 通町橋交差点）
- 秋田県道15号秋田八郎潟線（手形山崎町交差点 - 大松沢交差点、ほか添川・松原・山内など数箇所）

## 地理

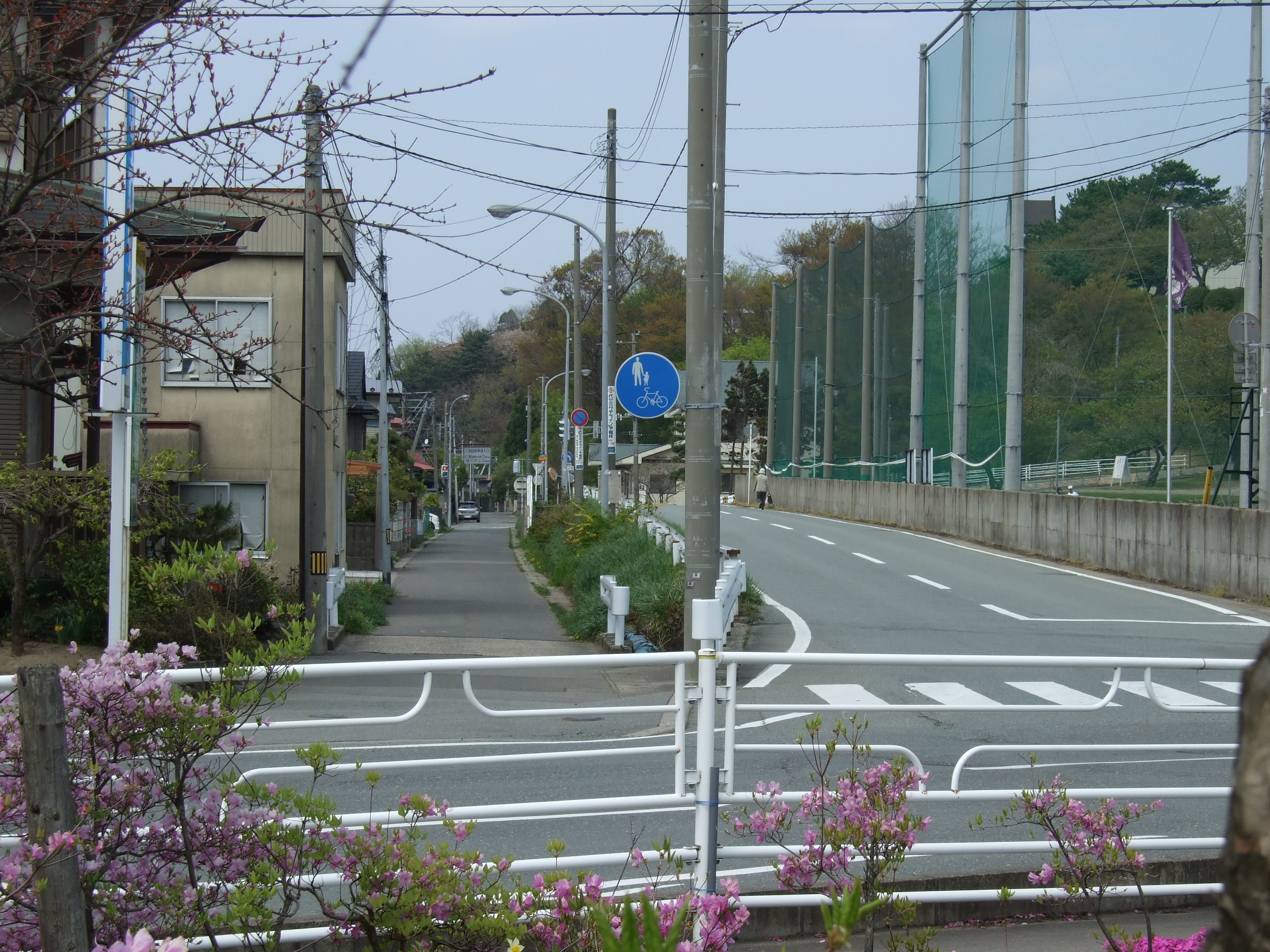
仁別サイクリングロード（左）

### 区間解説

#### 雄和 - 茨島
雄物川の堤防上にコースがある。

#### 茨島 - 手形
秋田市の市街地内を通過する。全区間で主要道と重複しており、歩道を自転車道として利用する。

#### 手形 - 仁別駅跡
仁別森林鉄道仁別線の廃線跡を通る。全区間で県道15号と並行しているが、15号の拡幅によって一部の廃線跡が消失しており、その区間は15号の歩道を利用する。

#### 仁別駅跡 - 務沢駅跡
仁別森林鉄道旭又線の廃線跡を通る。旭川治水ダム建設や太平山リゾート公園造成の際に一部路盤が消失しており、仁別地区の入口である堂の下橋からダム管理事務所までの区間は公園内道路の歩道を通行する。
ダム管理事務所以降は「務沢自然研究路」となっており、遊歩道や太平山登山道への入口として利用する人がいるものの、路面が荒れていたり落石・路肩崩落の多い箇所などがあるため、自転車での利用者は少ない。
平成26年9月現在、ダム管理事務所付近に通行止（この先土砂崩れの為国民の森方面には通り抜け出来ません）との看板あり。
務沢駅跡は駐輪場になっている。近くの坂を登って仁別林道（車道）に出ると、仁別森林博物館が近い。

### 交差する道路
- 秋田県道56号秋田天王線：山王十字路
- 秋田県道41号秋田昭和線